# T18 (chaîne de télévision)
Pour les articles homonymes, voir T18.
T18, initialement connue sous ses noms de projet Réels TV puis CMI TV, est une chaîne de télévision généraliste nationale française faisant partie du groupe Czech Media Invest (CMI). Elle est lancée le 6 juin 2025 sur le canal numéro 18 de la TNT, se substituant à la chaîne jeunesse Gulli, déplacée sur le canal 12.
Avec la chaîne Novo 19 devant être lancée en septembre 2025, la chaîne T18 fait partie des chaînes sélectionnées à la TNT en 2025, bénéficiant du non renouvellement d'autorisation d'émettre des anciennes chaînes nationales privées C8 et NRJ12, disparues le 1er mars 2025.

## Historique
En juillet 2024, l'Arcom décide de ne pas renouveler les autorisations d'émettre sur le réseau TNT français des chaînes privées C8 et NRJ 12 puis d'autoriser l'un des canaux disponibles au projet Réels TV. Le second canal est attribué à la chaîne privée NOVO19, projet présenté par le groupe de presse SIPA Ouest-France,,.
Le 23 septembre 2024, Christopher Baldelli est nommé président de la chaîne devant exploiter le canal numéro 18. Le 12 décembre 2024, l'Arcom officialise l'attribution du canal national et le nom du projet devient CMI TV. Le 20 décembre 2024, Réels TV annonce que TF1 PUB prend en charge sa régie publicitaire. Lors de la décision de mise à jour de la numérotation nationale des chaînes de la TNT française publiée le 13 janvier 2025, l'Arcom attribue le canal numéro 18, antérieurement occupé par la chaîne jeunesse Gulli, grâce à un tirage au sort. La nouvelle chaîne privée NOVO19 hérite elle du canal no 19. Le 15 janvier 2025, le président du conseil de surveillance de CMI France, Denis Olivennes, annonce que le nom définitif de la chaîne est « T18 ».
Le 6 juin 2025, la chaîne T18 commence à utilise son canal de télédiffusion dès minuit, avec un panneau d'information affichant « Bienvenue sur T18, votre nouvelle chaine TNT, début des programmes à 19h45. » ainsi qu'un compte à rebours. Le programme provisoire de 0 h à 19 h 45 est intitulé En attendant 19h45 puis, en début de matinée, T18 commence à relayer plusieurs bandes annonces et diverses promotions de ses émissions en complément du compte à rebours.
À partir de 19 h 45, la chaîne inaugure officiellement son antenne par une émission spéciale de cinquante minutes, animée par Laurent Ruquier et intitulée « T18, c'est maintenant ! », laquelle dévoile les principaux rendez-vous et visages de la nouvelle chaîne. L'animateur est accompagné des dirigeants de CMI France, Denis Olivennes et Valérie Salomon, du président de T18 Christopher Baldelli, ainsi que de deux animateurs de la chaîne Matthieu Croissandeau et Ava Djamshidi. Ces personnalités dévoilent également l'arrivée de Julie Andrieu, à partir de septembre 2025. Le premier film diffusé est Yves Saint Laurent.

## Identité de la chaîne
Le logo et l'identité visuelle sont signés d'Étienne Robial, l'habillage visuel de l'agence Gédéon dirigée par Emmanuelle Lacaze, et l'identité sonore de l'agence Sixième Son.

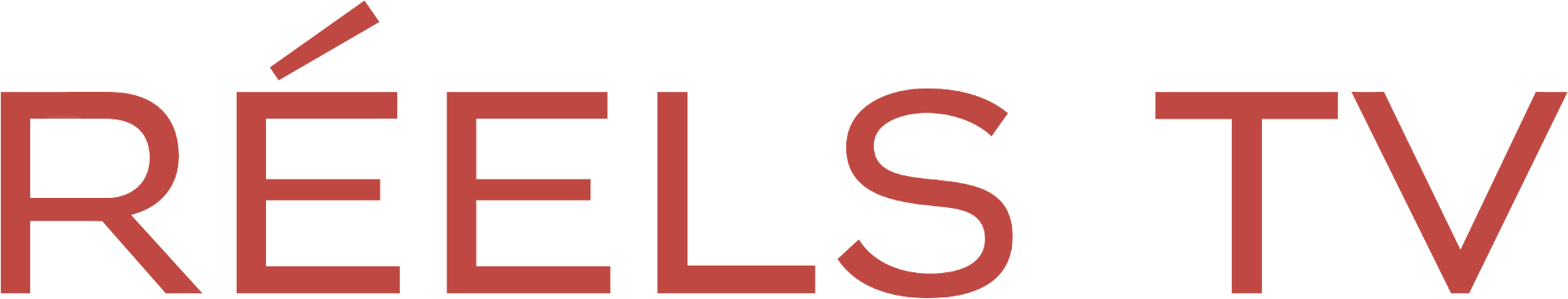
Logo du projet Réels TV.
Logo de la chaîne T18.

## Ligne éditoriale et rendez-vous
Selon Caroline Cochaux, ancienne présidente de la chaîne Gulli et parmi les responsables du projet T18, les documentaires vont occuper 50% du temps d'antenne, répartis en cinq thèmes : société, histoire et politique, sciences, culture, découverte. Le reste du temps d'antenne est partagé entre débats et divertissements (cinéma, théâtre) ; ces derniers proposés principalement le week-end avec une place consacrée à l'art de vivre et des magazines centrés sur la beauté, la santé, la gastronomie et la mode.

### Programmation
La grille des programmes de la chaîne est conçue, produite ou programmée en interne par l'équipe de T18. La chaîne retransmet 24 h sur 24 et 7 jours sur 7. Sa programmation se veut diversifiée avec une place prépondérante donnée aux documentaires, aux programmes culturels, aux débats et aux magazines d'actualité, faits de société ou d'intérêt général. Au moins 3 000 heures de documentaires doivent être diffusés par an, traitant notamment de thématiques, sujets de société, histoire, géopolitique, culture, sciences, découverte, avec notamment, l'Europe comme sujet récurrent. À l'exception de l'année de lancement en 2025 pour laquelle le régulateur prévoit au moins 150 heures, l'antenne doit compter au minimum 1 000 heures de magazines d'information, sociétaux ou d'intérêt général. À partir de l'année 2026, les magazines d'information doivent représenter un volume annuel de diffusion supérieur à 500 heures.

### Productions inédites, cinéma et culture
T18 est censée proposer un volume minimal annuel de 1 800 heures de programmes n'ayant jamais été diffusés par la chaîne, dont au moins 1 260 heures jamais diffusés sur une chaîne gratuite, hors télé-achat. En première partie de soirée, la chaîne doit diffuser a minima 20 longs-métrages de cinéma d'art et essai et au moins 25 captations ou recréations de spectacles vivants différents, dont le début de diffusion est fixé entre 20 h et 21 h 30. Au moins 60 % est réservée à la retransmission de films de cinéma d'origine européenne et au moins 40 % à la diffusion d'œuvres d'expression originale française, y compris lors des horaires de grande écoute.
Sauf pour l'année de lancement en 2025 où la programmation porte sur 16 semaines, une émission hebdomadaire culturelle et littéraire d'une durée minimale de 60 minutes est programmée durant 44 semaines par an, dont la retransmission débute entre 20 h et 21 h 30. La chaîne doit également proposer une émission mensuelle consacrée à la vie des territoires et des régions, d'une durée minimale de 30 minutes. Chaque semaine, du lundi au vendredi, T18 propose entre 18 h et 23 h 30 une émission traitant de sujets d'actualité, notamment sociétaux et culturels, d'une durée unitaire minimale de 90 minutes. La grille fournie pour le conventionnement de la chaîne prévoit aussi un rendez-vous quotidien intitulé « Lumière ! » diffusé en semaine à trois reprises, entre 12 h 15 et 14 h 15, entre 19 h et 20 h 45 puis entre 23 h et 0 h 45.

## Organisation

### Propriétaires
T18 est la propriété du groupe Czech Media Invest (CMI) dont l'actionnaire principal est l'homme d'affaires et milliardaire tchèque Daniel Křetínský,, lequel contrôle notamment des titres de presse magazine français populaires, parmi lesquels les hebdomadaires Elle, Télé 7 jours, Marianne, Public, France Dimanche, Ici Paris, Franc-Tireur ou encore Version Femina ainsi qu'une participation dans le Groupe Le Monde. Le média Loopsider également détenu par CMI doit participer au lancement de la chaîne.

### Présentateurs et animateurs
- Matthieu Croissandeau (depuis le 6 juin 2025)
- Laurent Ruquier (depuis le 6 juin 2025)
- Ava Djamshidi (depuis le 6 juin 2025)
- Julie Andrieu (à partir de septembre 2025)
- Chloé Nabédian (à partir de septembre 2025)

## Diffusion
La chaîne exploite le canal numéro 18 national de la TNT. Il est attribué à la chaîne T18 le 13 janvier 2025, et son lancement a eu lieu le 6 juin 2025 à 19 h 45. T18 est accessible aussi en direct sur le site officiel de la chaîne 24 h sur 24 et 7 jours sur 7 gratuitement. Bien que non diffusée sur la télévision numérique terrestre en outremer, la chaîne T18 est toutefois reprise dans l'offre télévisuelle des opérateurs Internet locaux.
Elle est également disponible sur le canal numéro 93 dans les offres Canal et My Canal.

### Liste des programmes
Outre les divers documentaires, magazines de sociétés, films et pièces de théâtre, la chaîne doit diffuser une grille régulière composée d'émissions récurrentes.
- « Chez Ruquier » émission inédite présentée par Laurent Ruquier (diffusée depuis le 14 juin 2025)
- « Pour tout dire » rendez-vous inédit présenté par Mathieu Croissandeau (diffusé depuis le 6 juin 2025)
- « En[quête] de sens » présenté par Ava Djamshidi (diffusé depuis le 09 juin 2025). Diffusion chaque semaine d’un documentaire, suivie d’un débat inédit en plateau avec la présentatrice Ava Djamshidi et ses invités.[19]

- « Magazine sur le tourisme italien » programme inédit présenté par Julie Andrieu (diffusé à partir du 1er septembre 2025).
- « T Déco » programme repris, inédit en clair, produit en 2011 (diffusé depuis le 07 juin 2025).
- « Faites comme chez eux » programme rediffusé, inédit en clair, produit en 2014 (diffusé depuis le 07 juin 2025).
- « Indices » programme rediffusé produit entre 2015 et 2021, (diffusé depuis le 07 juin 2025).
- « Hélène et les Animaux » rediffusion d'une émission produite entre 2014 et 2016, présentée par Hélène Gateau (diffusée depuis le 09 juin 2025).
- « Echo-Logis » rediffusion d'une émission créée par Cécile Nicouleaud (diffusée depuis le 07 juin 2025).
- « Chiens et chats sans collier » rediffusion d'une émission belge, inédite en France, produite entre 2017 et 2022 (diffusée depuis le 07 juin 2025).
- « Delicious Food à Hokkaido » reprise ou rediffusion d'une émission produite entre 2019 et 2020, présenté par la cheffe Amandine Chaignot (diffusé depuis le 07 juin 2025).
- « Secrets d'héritiers » reprise d'un magazine documentaire qui retrace l'histoire d'une personne d’un ou d’une artiste musical mort ou vivant (diffusée depuis le 6 juillet 2025).

## Critiques
La chaîne est victime de critiques dès sa première heure de diffusion. L'émission spéciale T18, c'est maintenant est animée par Laurent Ruquier sur un plateau trop modeste et trop petit. L'animation est considérée par certains comme trop lente et jugée sans émotion. L'émission subit une coupure technique de cinq secondes avec écran blanc arborant le logo T18. Pour la suite des programmes, certains internautes dénoncent de faux inédits, notamment l'émission T Déco déjà diffusée en 2011 sous un autre nom sur la chaîne concurrente payante Paris Première. Toutefois la direction de T18 promet que cette programmation est provisoire, jusqu'à la rentrée de septembre 2025.

## Nouvelle chaine
Après l'arrêt de diffusion de NRJ12 décidé par l'ARCOM, le 28 février 2025, le Groupe NRJ souhaite se séparer de son pôle TV, et donc de Chérie 25. En mars 2025 deux acheteurs sont alors intéressés, Rodolphe Saadé du groupe RMC-BFM et Daniel Kretinsky du groupe CMI France, qui possède donc T18 (qui n'était même pas lancée). Finalement en juin, c'est Rodolphe Saadé qui rachète la chaine (en cours de validation par l'ARCOM) et T25 ne verra jamais le jour. On imagine que le Groupe NRJ a préféré ne pas vendre Chérie 25 à CMI France car ils venaient à peine d'arriver et que l'ARCOM aurait pu refuser la vente,,.